# Куетсјарви
Куетсјарви (рус. Куэтсъя́рви; фин. Kuotsjärvi; слап. Guošš-jawr) слатководно је ледничко језеро на крајњем северозападу европског дела Руске Федерације. Целом својом површином језеро се налази на територији Печеншког рејона на северозападу Мурманске области, на нека 3 километра источније од руско-норвешке границе.
Површина језерске акваторије је 17 км2. Језеро је јако издужено у смеру север-југ са максималном дужином од 15 километара, док је максимална ширина свега 1,4 километара. Површина језера лежи на надморској висини од 21 метара. Укупна дужина језерске обале је око 42 километра.
Кратком (2,5 км) и уском протоком (ширине до 0,8 км) повезано је на западу са суседним језером Салмијарви преко чије протоке, реке Патсојоки, је повезано са басеном Баренцовог мора. Његова највећа притока је река Колосјоки коју прима на својој источној обали.